# Cook Out Southern 500 2024
La Cook Out Southern 500 è stata la 26ª gara delle NASCAR Cup Series 2024, tenutasi il 1° settembre 2024 presso il Darlington Raceway di Darlington, in South Carolina (Stati Uniti). La gara ha avuto luogo in un ovale lungo 1,366 miglia ed è stata l'ultima gara della regular season del campionato.
Ad aggiudicarsi la gara è stato Chase Briscoe (Stewart-Haas Racing), seguito da Kyle Busch (Richard Childress Racing) e da Christopher Bell (Joe Gibbs Racing). Kyle Larson e Ross Chastain hanno completato la Top-5, mentre in Top-10 sono finiti Chris Buescher, Denny Hamlin, Joey Logano, Corey LaJoie e Tyler Reddick.

## Resoconto

### La pista

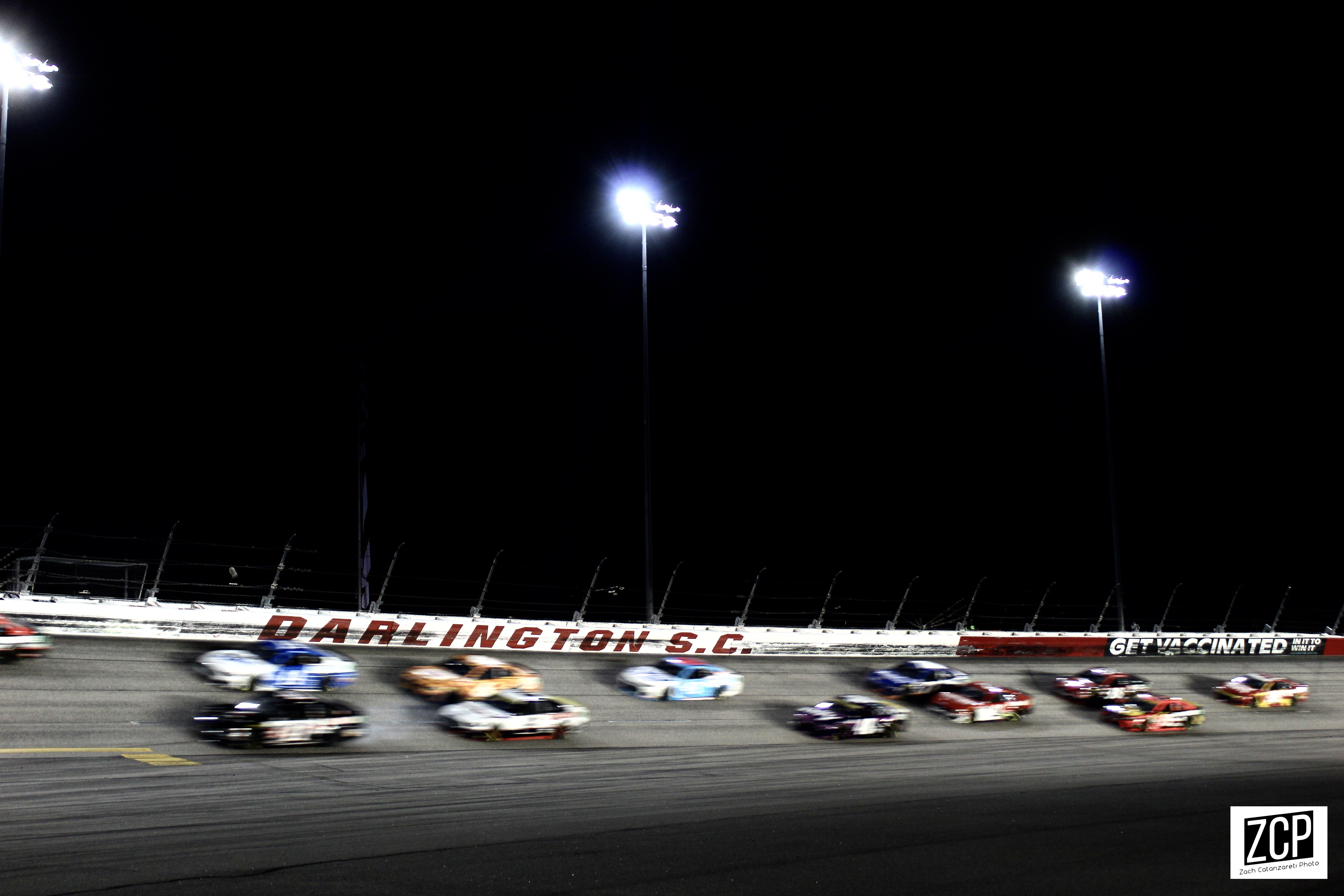
Il Darlington Raceway.

Il Darlington Raceway è un circuito automobilistico costruito direttamente dalla NASCAR nell'omonima città di Darlington, in South Carolina. Data la colorazione scura del tracciato, il circuito viene soprannominato "The Lady in Black" ("la donna in nero") dagli appassionati delle corse NASCAR. Altra caratteristica dell'ovale di Darlington è la differenza tra le due estremità, dovuta al fatto di aver dovuto costruire l'impianto nei pressi di un laghetto artificiale (il cui proprietario si è rifiutato di cedere l'area). Questa differenza rende molto arduo il compito delle squadre nel trovare il setup giusto per le proprie auto.

### Il contesto
Il 27 agosto 2024 la Goodyear, fornitrice ufficiale degli pneumatici per le NASCAR Cup Series, ha comunicato che per il weekend di gara avrebbe fornito ad ogni squadra 13 treni di gomme (di cui 1 utilizzato per le qualifiche); il numero di treni disponibili è stato nettamente più elevato rispetto alle altre gare, data la natura molto abrasiva dell'asfalto di Darlington e la lunghezza della gara (che supera le 500 miglia).
Dopo il mancato accoglimento del ricorso di Austin Dillon e della sua squadra (la Richard Childress Racing) contro la penalità da loro subita a seguito della vittoria di Richmond, la classifica piloti e la lotta per i playoffs rimaneva invariata rispetto alla gara precedente. Essendo l'ultima gara della regular season, il risultato di Darlington sarebbe stato decisivo non solo per determinare il campione della regular season (a cui sarebbero stati aggiudicati 15 punti playoffs), ma anche i 16 piloti che avrebbero avuto accesso alla fase finale delle Cup Series 2024.
Per quanto riguarda la lotta per il titolo di campione della regular season, prima della gara in testa alla classifica piloti c'era Tyler Reddick, con 16 punti di vantaggio su Kyle Larson (vincitore della scorsa edizione della corsa) e 17 su Chase Elliott.
La vittoria di Harrison Burton nella scorsa gara di Daytona aveva sconvolto i piani di numerosi piloti che lottavano per l'accesso ai playoffs. Prima della gara, sicuri dell'accesso ai playoffs erano i 13 differenti piloti che avevano vinto almeno una gara in stagione: Reddick, Larson, Elliott, Ryan Blaney, William Byron, Christopher Bell, Brad Keselowski, Denny Hamlin, Joey Logano, Austin Cindric, Daniel Suárez, Alex Bowman e Burton. Ad accedere ai playoffs sarebbe stato o un vincitore della gara diverso dai precedenti, oppure i tre piloti con il punteggio migliore nella classifica piloti tra quelli non menzionati precedentemente. Prima della gara ad essere meglio piazzato era Martin Truex Jr., con un "tesoro" di 58 punti sopra la linea del taglio e a cui bastavano 19 punti per ottenere la qualifica. Dietro Truex Jr., il secondo meglio piazzato era il suo compagno di squadra Ty Gibbs, a cui necessitavano 39 punti per l'accesso ai playoffs. L'ultimo pilota meglio piazzato era Chris Buescher, con 21 punti sopra la linea del taglio. Appena sotto la cutoff line c'erano Bubba Wallace e Ross Chastain, rispettivamente con 21 e 27 punti dietro alla linea del taglio.

### Partecipanti
| Nº                           | Pilota                  | Team                     | Costruttore |
| ---------------------------- | ----------------------- | ------------------------ | ----------- |
| 1                            | Ross Chastain           | Trackhouse Racing        | Chevrolet   |
| 2                            | Austin Cindric          | Team Penske              | Ford        |
| 3                            | Austin Dillon           | Richard Childress Racing | Chevrolet   |
| 4                            | Josh Berry (R)          | Stewart–Haas Racing      | Ford        |
| 5                            | Kyle Larson             | Hendrick Motorsports     | Chevrolet   |
| 6                            | Brad Keselowski         | RFK Racing               | Ford        |
| 7                            | Corey LaJoie            | Spire Motorsports        | Chevrolet   |
| 8                            | Kyle Busch              | Richard Childress Racing | Chevrolet   |
| 9                            | Chase Elliott           | Hendrick Motorsports     | Chevrolet   |
| 10                           | Noah Gragson            | Stewart–Haas Racing      | Ford        |
| 11                           | Denny Hamlin            | Joe Gibbs Racing         | Toyota      |
| 12                           | Ryan Blaney             | Team Penske              | Ford        |
| 14                           | Chase Briscoe           | Stewart–Haas Racing      | Ford        |
| 15                           | Kaz Grala (R)           | Rick Ware Racing         | Ford        |
| 16                           | Shane van Gisbergen (i) | Kaulig Racing            | Chevrolet   |
| 17                           | Chris Buescher          | RFK Racing               | Ford        |
| 19                           | Martin Truex Jr.        | Joe Gibbs Racing         | Toyota      |
| 20                           | Christopher Bell        | Joe Gibbs Racing         | Toyota      |
| 21                           | Harrison Burton         | Wood Brothers Racing     | Ford        |
| 22                           | Joey Logano             | Team Penske              | Ford        |
| 23                           | Bubba Wallace           | 23XI Racing              | Toyota      |
| 24                           | William Byron           | Hendrick Motorsports     | Chevrolet   |
| 31                           | Daniel Hemric           | Kaulig Racing            | Chevrolet   |
| 34                           | Michael McDowell        | Front Row Motorsports    | Ford        |
| 38                           | Todd Gilliland          | Front Row Motorsports    | Ford        |
| 41                           | Ryan Preece             | Stewart–Haas Racing      | Ford        |
| 42                           | John Hunter Nemechek    | Legacy Motor Club        | Toyota      |
| 43                           | Erik Jones              | Legacy Motor Club        | Toyota      |
| 45                           | Tyler Reddick           | 23XI Racing              | Toyota      |
| 47                           | Ricky Stenhouse Jr.     | JTG Daugherty Racing     | Chevrolet   |
| 48                           | Alex Bowman             | Hendrick Motorsports     | Chevrolet   |
| 51                           | Justin Haley            | Rick Ware Racing         | Ford        |
| 54                           | Ty Gibbs                | Joe Gibbs Racing         | Toyota      |
| 66                           | Timmy Hill (i)          | Power Source             | Ford        |
| 71                           | Zane Smith (R)          | Spire Motorsports        | Chevrolet   |
| 77                           | Carson Hochevar (R)     | Spire Motorsports        | Chevrolet   |
| 99                           | Daniel Suárez           | Trackhouse Racing        | Chevrolet   |
| Lista ufficiale partecipanti |                         |                          |             |

Legenda
     (i) Pilota non idoneo ad accumulare punti nella classifica piloti.
     (R) Pilota al 1º anno di partecipazione nelle NASCAR Cup Series (rookie).

## Prove libere

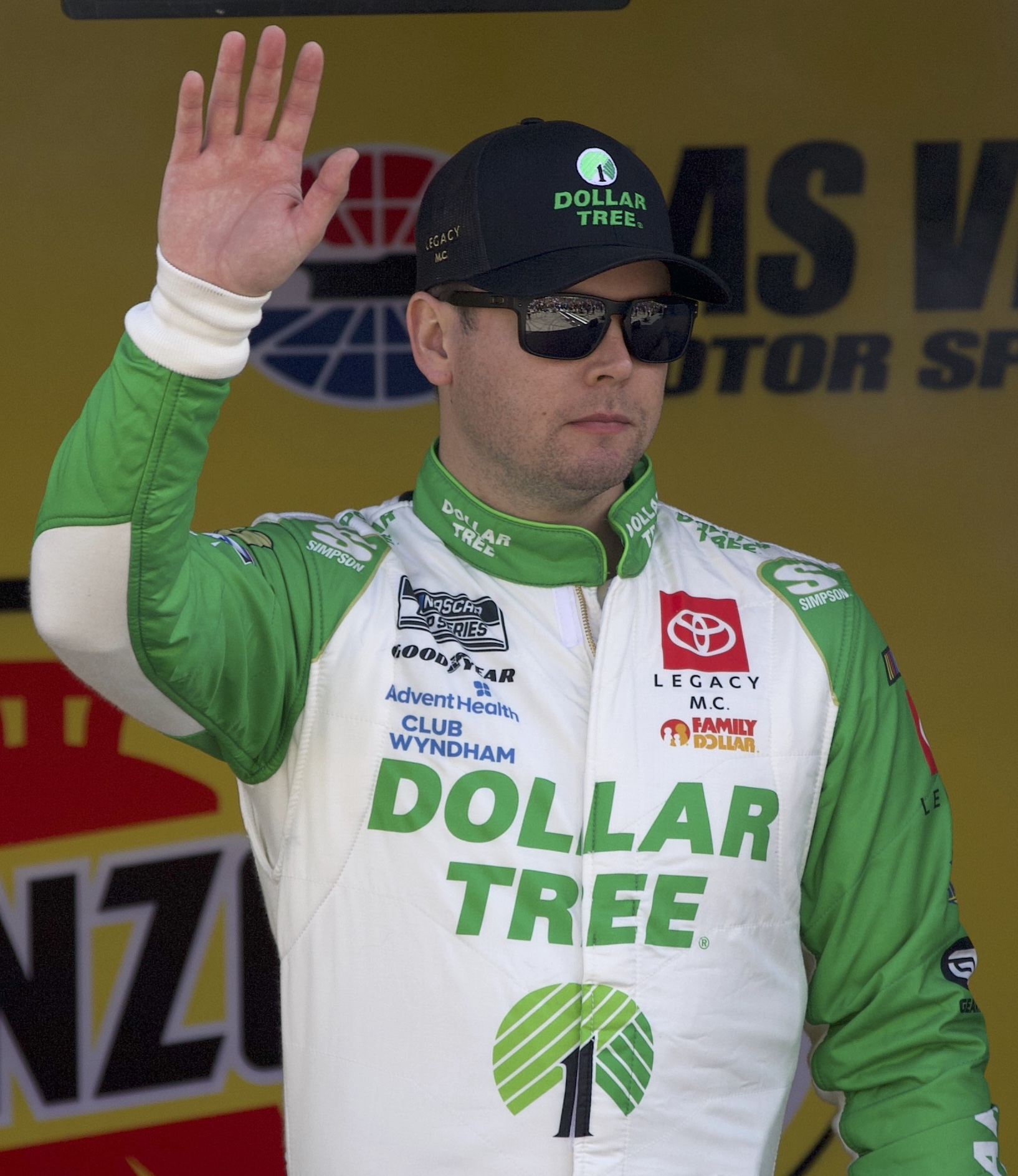
Erik Jones, il pilota più veloce nelle prove libere della Cook Out Southern 500 del 2024.

Erik Jones (Legacy Motor Club) è stato il pilota più veloce durante le prove libere, con un tempo di 29.542 ad una velocità di 166.461 mph. 
Ross Chastain (Trackhouse Racing) è stato il pilota più veloce durante le prove libere, con un tempo di 37.441 secondi ad una velocità di 192.303 mph. Durante le prove del gruppo A, Ricky Stenhouse Jr. ha perso il controllo della sua n. 47 e sbandando è andato a sbattere nel muro interno del tracciato, riportando diversi danni alla sua Chevrolet.

### Risultati
| Pos                              | Nº | Pilota              | Team                 | Costruttore | Tempo  | Velocità |
| -------------------------------- | -- | ------------------- | -------------------- | ----------- | ------ | -------- |
| 1                                | 43 | Erik Jones          | Legacy Motor Club    | Toyota      | 29.542 | 166.461  |
| 2                                | 11 | Denny Hamlin        | Joe Gibbs Racing     | Toyota      | 29.598 | 166.146  |
| 3                                | 47 | Ricky Stenhouse Jr. | JTG Daugherty Racing | Chevrolet   | 29.603 | 166.118  |
| Risultati ufficiali prove libere |    |                     |                      |             |        |          |

## Qualifiche

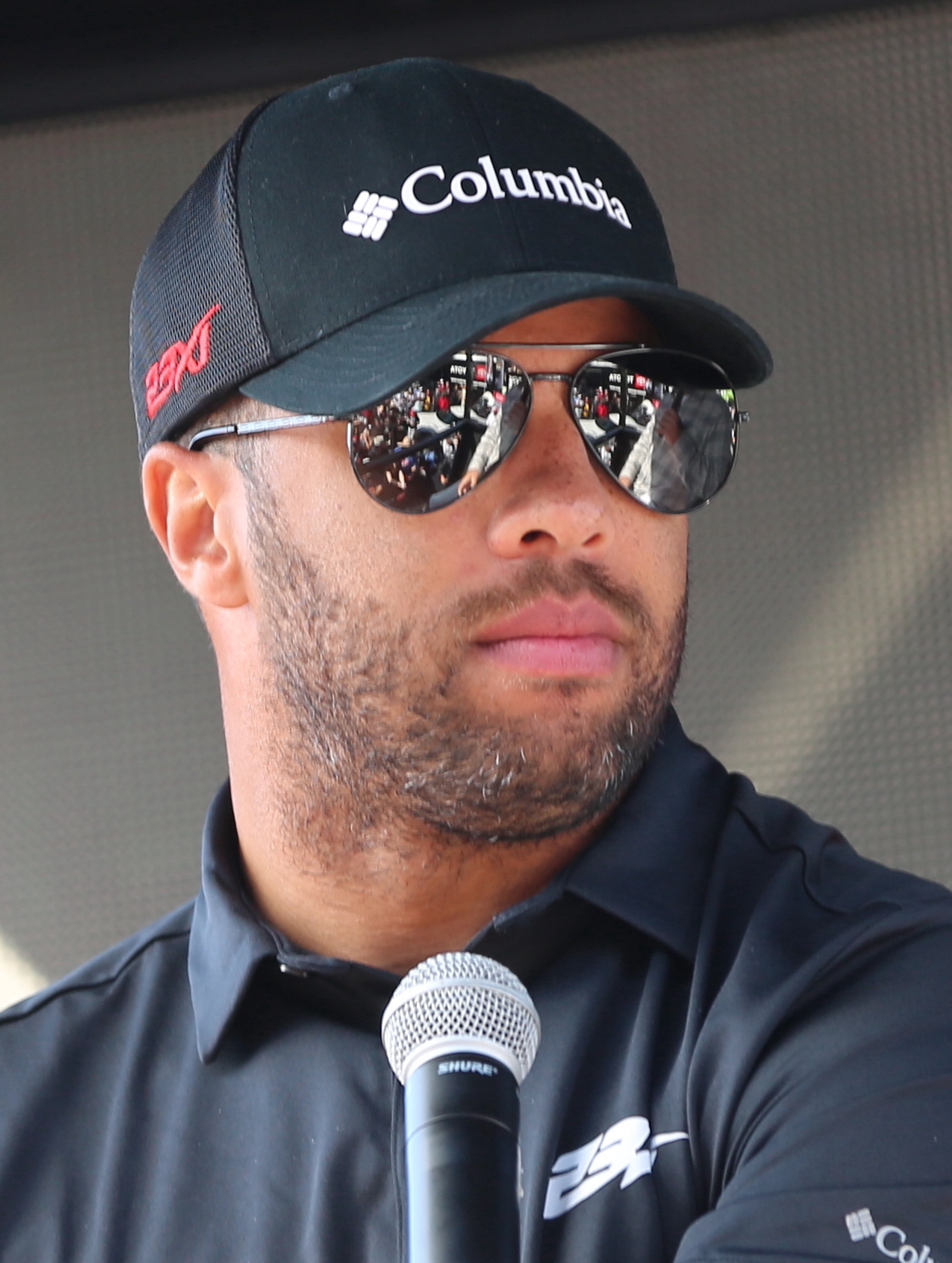
Bubba Wallace, che ha ottenuto la pole position nella Cook Out Southern 500 del 2024.

Bubba Wallace (23XI Racing) ha ottenuto la pole position con un tempo di 29.421 ad una velocità di 167.146 mph. È la sua terza pole position in 245 gare corse in carriera nelle Cup Series, nonché la sua prima della stagione 2024 e nel circuito di Darlington; inoltre per la 12ª volta in stagione Wallace si è qualificato in Top-10.
In seconda posizione si è qualificato il rookie Carson Hocevar, che (come anche la sua squadra, la Spire Motorsports) ha ottenuto il suo miglior piazzamento in qualifica della carriera; inoltre è la sua 3ª qualifica in Top-10 stagionale (nonché la sua prima nel Darlington Raceway).
In terza posizione si è qualificato Chase Briscoe (Stewart-Haas Racing), che in tal modo ha messo a segno la sua prima qualifica in Top-10 nell'ovale di Darlington, nonché la sua 11ª Top-10 stagionale.

### Risultati
| Pos                            | Nº | Pilota                  | Team                     | Costruttore | R1     | R2     |
| ------------------------------ | -- | ----------------------- | ------------------------ | ----------- | ------ | ------ |
| 1                              | 23 | Bubba Wallace           | 23XI Racing              | Toyota      | 29.328 | 29.421 |
| 2                              | 77 | Carson Hocevar (R)      | Spire Motorsports        | Chevrolet   | 29.419 | 29.445 |
| 3                              | 14 | Chase Briscoe           | Stewart–Haas Racing      | Ford        | 29.294 | 29.576 |
| 4                              | 5  | Kyle Larson             | Hendrick Motorsports     | Chevrolet   | 29.445 | 29.444 |
| 5                              | 19 | Martin Truex Jr.        | Joe Gibbs Racing         | Toyota      | 29.292 | 29.582 |
| 6                              | 45 | Tyler Reddick           | 23XI Racing              | Toyota      | 29.463 | 29.446 |
| 7                              | 12 | Ryan Blaney             | Team Penske              | Ford        | 29.375 | 29.617 |
| 8                              | 24 | William Byron           | Hendrick Motorsports     | Chevrolet   | 29.439 | 29.528 |
| 9                              | 20 | Christopher Bell        | Joe Gibbs Racing         | Toyota      | 29.239 | 29.670 |
| 10                             | 17 | Chris Buescher          | RFK Racing               | Ford        | 29.622 | 29.650 |
| 11                             | 2  | Austin Cindric          | Team Penske              | Ford        | 29.444 | —      |
| 12                             | 6  | Brad Keselowski         | RFK Racing               | Ford        | 29.624 | —      |
| 13                             | 54 | Ty Gibbs                | Joe Gibbs Racing         | Toyota      | 29.472 | —      |
| 14                             | 11 | Denny Hamlin            | Joe Gibbs Racing         | Toyota      | 29.649 | —      |
| 15                             | 4  | Josh Berry (R)          | Stewart–Haas Racing      | Ford        | 29.509 | —      |
| 16                             | 3  | Austin Dillon           | Richard Childress Racing | Chevrolet   | 29.670 | —      |
| 17                             | 8  | Kyle Busch              | Richard Childress Racing | Chevrolet   | 29.531 | —      |
| 18                             | 42 | John Hunter Nemechek    | Legacy Motor Club        | Toyota      | 29.696 | —      |
| 19                             | 7  | Corey LaJoie            | Spire Motorsports        | Chevrolet   | 29.534 | —      |
| 20                             | 9  | Chase Elliott           | Hendrick Motorsports     | Chevrolet   | 29.791 | —      |
| 21                             | 51 | Justin Haley            | Rick Ware Racing         | Ford        | 29.538 | —      |
| 22                             | 1  | Ross Chastain           | Trackhouse Racing        | Chevrolet   | 29.806 | —      |
| 23                             | 22 | Joey Logano             | Team Penske              | Ford        | 29.563 | —      |
| 24                             | 21 | Harrison Burton         | Wood Brothers Racing     | Ford        | 29.849 | —      |
| 25                             | 31 | Daniel Hemric           | Kaulig Racing            | Chevrolet   | 29.571 | —      |
| 26                             | 71 | Zane Smith (R)          | Spire Motorsports        | Chevrolet   | 29.852 | —      |
| 27                             | 48 | Alex Bowman             | Hendrick Motorsports     | Chevrolet   | 29.601 | —      |
| 28                             | 43 | Erik Jones              | Legacy Motor Club        | Toyota      | 29.925 | —      |
| 29                             | 10 | Noah Gragson            | Stewart–Haas Racing      | Ford        | 29.632 | —      |
| 30                             | 41 | Ryan Preece             | Stewart–Haas Racing      | Ford        | 29.981 | —      |
| 31                             | 34 | Michael McDowell        | Front Row Motorsports    | Ford        | 29.653 | —      |
| 32                             | 99 | Daniel Suárez           | Trackhouse Racing        | Chevrolet   | 30.015 | —      |
| 33                             | 38 | Todd Gilliland          | Front Row Motorsports    | Ford        | 29.853 | —      |
| 34                             | 16 | Shane van Gisbergen (i) | Kaulig Racing            | Chevrolet   | 30.267 | —      |
| 35                             | 15 | Kaz Grala (R)           | Rick Ware Racing         | Ford        | 30.142 | —      |
| 36                             | 66 | Timmy Hill (i)          | Power Source             | Ford        | 0.000  | —      |
| 37                             | 47 | Ricky Stenhouse Jr.     | JTG Daugherty Racing     | Chevrolet   | 31.296 | —      |
| Risultati ufficiali qualifiche |    |                         |                          |             |        |        |

## Gara

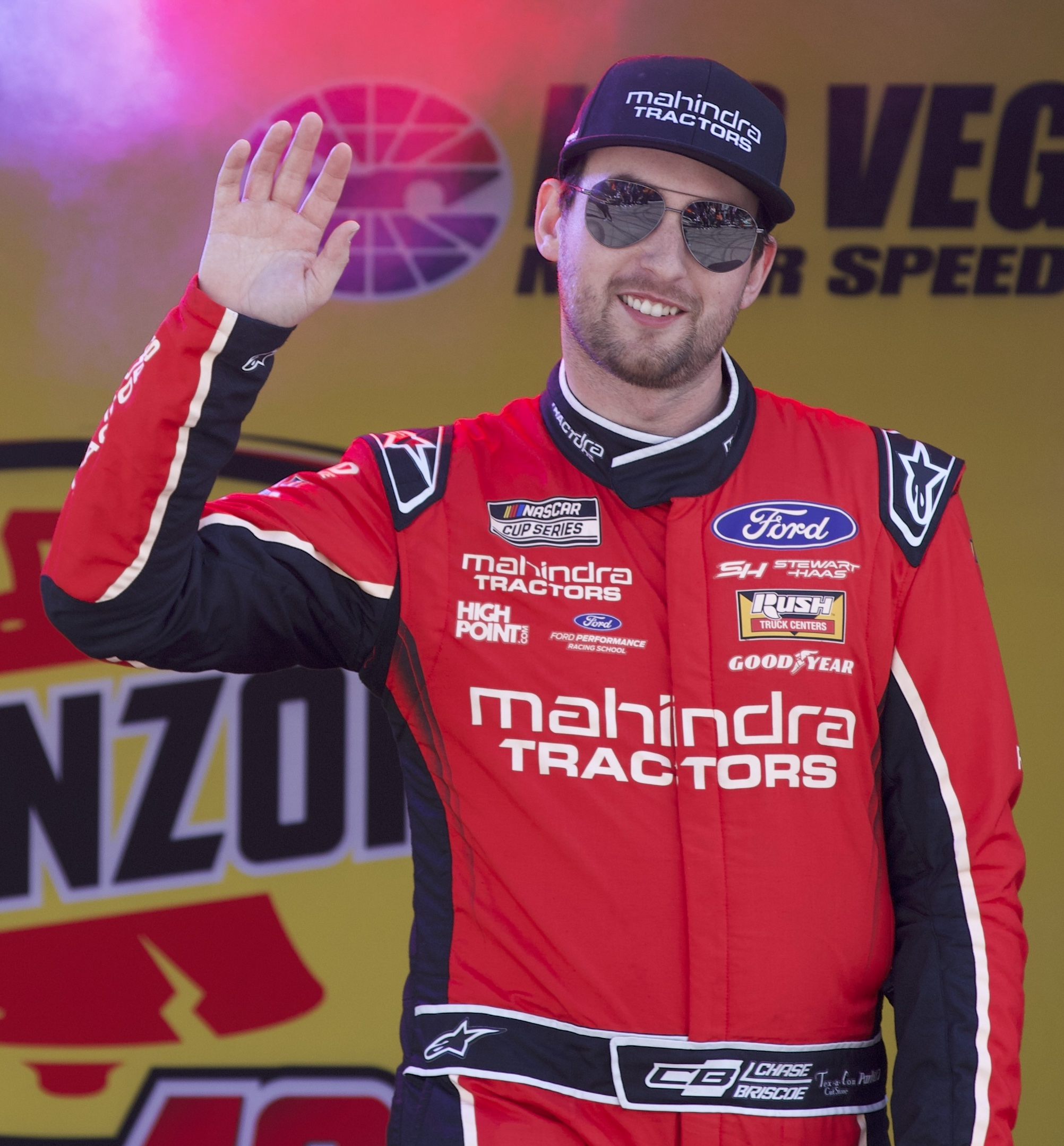
Chase Briscoe, il vincitore della Cook Out Southern 500 del 2024.

Alle 18:07 viene esposta la bandiera verde che decreta l'inizio della gara, con Bubba Wallace che conserva la sua prima posizione seguito prima dal rookie Carson Hocevar, poi da Kyle Larson. Al giro 3 subito un colpo di scena: Martin Truex Jr., a caccia di punti fondamentali per l'accesso ai playoffs, perde il controllo della sua Chevrolet n. 19 e sbatte contro il muro esterno, venendo a sua volta colpito dalla Ford n. 12 di Ryan Blaney, che non può fare nulla per evitarlo. Quest'ultimo è costretto al ritiro immediatamente, lamentando un dolore alla mano, mentre Truex Jr. riesce ad arrivare ai box, ma i danni non sono riparabili e anche il pilota della Joe Gibbs Racing è costretto a ritirarsi. Al giro 10 riprende la gara, sempre con Wallace al comando seguito da Larson, Tyler Reddick, Chase Briscoe e Hocevar in quinta posizione. Al giro 36 Wallace e la sua squadra decidono per il cambio gomme, avviando la girandola di pit stop, chiusa con il rientro di van Gisbergen al giro 43. Al giro 47 al comando sale Larson, seguito da Wallace e Briscoe. La seconda tornata di pit stop comincia al giro 71, mentre i commissari di gara comunicano una penalità per Austin Cindric, obbligato ad un drive through nella corsia dei box: nel precedente pit stop della n. 2 del Team Penske, uno dei meccanici ha perso il fermo della posteriore destra, rotolato pericolosamente al centro della pit lane. Dopo la girandola dei pit stop, Larson torna al comando al giro 79, con 1.7 secondi di distacco da Wallace, Reddick, William Byron e Briscoe. Il vantaggio di Larson arriva a 2.7 secondi al giro 91 e il pilota della Hendrick Motorsports si aggiudica in tranquillità la Stage 1, seguito da Wallace, Briscoe, Reddick e Christopher Bell.
Con la caution che precede l'inizio della Stage 2 e la riapertura della pit lane, tutti i piloti corrono ai box per cambiare tutto il set di gomme e fare rifornimento. Via radio Reddick comunica al suo team di soffrire di un forte mal di stomaco, ma di essere comunque in grado di continuare la gara: al pit stop Reddick viene rifornito di ghiaccio, medicinali e di alcuni cracker per tentare di alleviare il dolore (dopo la gara il pilota dichiarerà di essere stato colpito da un fortissimo virus intestinale). Al giro 124 i commissari di gara espongono la bandiera verde e può prendere avvio la Stage 2, con Larson che conserva la prima piazza, seguito da Briscoe, mentre Wallace scivola in quarta posizione. Mentre Larson estende il suo vantaggio su Briscoe (arrivato a 2.9 secondi al giro 151), Kaz Grala sbatte sul muro esterno del tracciato ma riesce a mantenere il controllo della sua Ford n. 15 e non viene dichiarata la caution. Quando Larson rientra ai box al giro 154 per il cambio gomme, al comando sale il rookie Josh Berry. Dopo la nuova tornata di pit stop, Larson sembra pienamente in controllo della gara, ma Briscoe e Reddick (che continua a lamentarsi del suo mal di stomaco con il suo crew chief) si fanno minacciosi alle sue spalle. Tuttavia, il vantaggio di Larson è troppo per essere colmato dai due inseguitori e il pilota della Chevrolet n. 5 si aggiudica anche la Stage 2, seguito sulla linea del traguardo da Briscoe, Denny Hamlin, Byron e Bell, mentre Reddick è scivolato in ottava posizione e Wallace in decima. Il risultato di quest'ultimo nella Stage 2 è fondamentale per Truex Jr., che è matematicamente sicuro di aver ottenuto la sua qualifica ai playoffs nonostante il suo ritiro al giro 2.
Prima della bandiera verde per l'inizio della Final Stage, tutti i piloti procedono al cambio gomme e al rifornimento di carburante. Larson conserva la sua prima posizione, seguito in seconda da Hamlin. Al giro 238 viene esposta la bandiera verde e la gara riprende, con Larson che non mostra alcun segno di cedimento e continua il suo dominio al comando del pack, seguito sempre da Briscoe con 2 secondi di distacco, mentre Kyle Busch (anch'egli a caccia di una insperata qualifica ai playoffs, per lui possibile solo con la vittoria della gara) raggiunge per la prima volta la Top-10. Al giro 274 si rinnova la girandola dei pit stop, a seguito della quale Larson è sempre primo, inseguito da Briscoe, Gibbs, Ross Chastain e Reddick. Al giro 300 il distacco di Larson aumenta fino a 4.7 secondi, mentre Hamlin sfrutta le sue gomme più fresche e supera Briscoe. Al giro 314 un nuovo colpo di scena che rimescola le carte: Hocevar sbanda e perde il controllo della sua Chevrolet n. 77 in curva 4 e i commissari di gara dichiarano la caution. Alla riapertura della pit lane l'intero pack decide di rientrare ai box; quando la gara riprende al giro 320, Larson è sempre primo, incalzato da Hamlin, Briscoe, Berry e Gibbs. Ma, mentre Larson e Hamlin combattono duramente per la testa della gara, nelle retrovie Todd Gilliland sbanda dopo un contatto con Chris Buescher e arriva la nuova caution che sospende la contesa. I primi sette piloti decidono di rimanere in pista per mantenere la propria posizione, mentre tutti gli altri tornano ai box. A 40 giri dalla conclusione, al giro 328, Larson è sempre al comando, mentre Hamlin perde la sua seconda posizione nel giro successivo a vantaggio di Briscoe, che si getta a caccia del leader. Nella confusione della ripartenza la direzione di gara dichiara una nuova caution: ha rilevato dei detriti del precedente incidente di Hocevar sparsi lungo il rettilineo del traguardo e la gara viene sospesa. Con la riapertura della pit lane tutti i piloti decidono di rientrare ai box tranne Chastain, ma Larson riesce comunque a conservare la sua prima piazza alla ripartenza della contesa, con la bandiera verde esposta al giro 342. Nel giro successivo Larson perde per la prima volta il comando della gara a vantaggio di Briscoe, mentre Chastain scivola in terza piazza. La tensione nel pack è alle stelle e l'incidente è dietro l'angolo: al giro 344 in curva 2 un incidente coinvolge Berry, Gibbs, Wallace, Byron, Noah Gragson, Austin Dillon e Daniel Suárez, costringendo i commissari di gara a richiamare in causa la caution. La pit lane riapre per consentire una nuova tornata di soste, ma a poco più di 20 giri dalla conclusione solo quattro piloti tra i primi dieci (Busch, Chastain, Hamlin e Gibbs) si arrischiano al cambio gomme. Al giro 251 riparte la gara con Briscoe sempre al comando, seguito da Larson, Bell, Ryan Preece, Buescher e Brad Keselowski. Il migliore alla ripartenza è l'esperto Busch, che riesce ad agguantare la quarta posizione grazie alle sue gomme nuove e al giro 353 sale addirittura in seconda piazza alle spalle del battistrada Briscoe, tentando il tutto per tutto per qualificarsi ai playoffs. Negli ultimi giri la battaglia tra Briscoe e Busch è durissima, con un distacco che non supera mai i 3 decimi di secondo. Alla bandiera a scacchi a spuntarla e Chase Briscoe, che batte in volata Busch portando alla vittoria la Stewart-Haas Racing, al suo ultimo anno nel mondo delle corse NASCAR. I due sono seguiti da Bell, un deluso Larson, e Chastain.
La gara ha decretato i primi verdetti della stagione 2024. Tyler Reddick si è aggiudicato la regular season con un solo punto di vantaggio su Kyle Larson, ottenendo in tal modo anche i 15 punti playoffs.
La vittoria di Chase Briscoe ha escluso dai playoffs non solo Kyle Busch, ma anche Chris Buescher (con 6 punti sotto la linea del taglio), Bubba Wallace (-27 punti) e Ross Chastain (-33 punti). Nonostante il suo ritiro nelle fasi iniziali della gara Martin Truex Jr. è riuscito a qualificarsi ai playoffs ad appena 6 punti sopra la linea del taglio, insieme a Ty Gibbs (+12 punti). I restanti quattordici piloti qualificati hanno ottenuto l'accesso ai playoffs grazie al loro successo in almeno una gara della regular season: Kyle Larson (4 vittorie), Christopher Bell (3 vittorie), Denny Hamlin (3 vittorie), Tyler Reddick (2 vittorie), Chase Elliott, Brad Keselowski, Alex Bowman, Joey Logano, Chase Briscoe, Daniel Suárez, Austin Cindric ed Harrison Burton (tutti con una vittoria stagionale).

### Risultati

#### RisultatiStage
Stage 1
Giri: 115 
| Pos                         | Nº | Pilota           | Squadra              | Costruttore | Punti |
| --------------------------- | -- | ---------------- | -------------------- | ----------- | ----- |
| 1                           | 5  | Kyle Larson      | Hendrick Motorsports | Chevrolet   | 10    |
| 2                           | 23 | Bubba Wallace    | 23XI Racing          | Toyota      | 9     |
| 3                           | 14 | Chase Briscoe    | Stewart–Haas Racing  | Ford        | 8     |
| 4                           | 45 | Tyler Reddick    | 23XI Racing          | Toyota      | 7     |
| 5                           | 20 | Christopher Bell | Joe Gibbs Racing     | Toyota      | 6     |
| 6                           | 11 | Denny Hamlin     | Joe Gibbs Racing     | Toyota      | 5     |
| 7                           | 54 | Ty Gibbs         | Joe Gibbs Racing     | Toyota      | 4     |
| 8                           | 24 | William Byron    | Hendrick Motorsports | Chevrolet   | 3     |
| 9                           | 4  | Josh Berry (R)   | Stewart–Haas Racing  | Ford        | 2     |
| 10                          | 17 | Chris Buescher   | RFK Racing           | Ford        | 1     |
| Risultati ufficiali Stage 1 |    |                  |                      |             |       |

Stage 2
Giri: 115 
| Pos                         | Nº | Pilota           | Squadra              | Costruttore | Punti |
| --------------------------- | -- | ---------------- | -------------------- | ----------- | ----- |
| 1                           | 5  | Kyle Larson      | Hendrick Motorsports | Chevrolet   | 10    |
| 2                           | 14 | Chase Briscoe    | Stewart–Haas Racing  | Ford        | 9     |
| 3                           | 11 | Denny Hamlin     | Joe Gibbs Racing     | Toyota      | 8     |
| 4                           | 24 | William Byron    | Hendrick Motorsports | Chevrolet   | 7     |
| 5                           | 20 | Christopher Bell | Joe Gibbs Racing     | Toyota      | 6     |
| 6                           | 54 | Ty Gibbs         | Joe Gibbs Racing     | Toyota      | 5     |
| 7                           | 4  | Josh Berry (R)   | Stewart–Haas Racing  | Ford        | 4     |
| 8                           | 45 | Tyler Reddick    | 23XI Racing          | Toyota      | 3     |
| 9                           | 23 | Bubba Wallace    | 23XI Racing          | Toyota      | 2     |
| 10                          | 6  | Brad Keselowski  | RFK Racing           | Ford        | 1     |
| Risultati ufficiali Stage 2 |    |                  |                      |             |       |

#### Final Stage
Stage 3
Giri: 137 
| Pos                      | Nº | Pilota                  | Team                     | Costruttore | Giri | Punti |
| ------------------------ | -- | ----------------------- | ------------------------ | ----------- | ---- | ----- |
| 1                        | 14 | Chase Briscoe           | Stewart–Haas Racing      | Ford        | 367  | 57    |
| 2                        | 8  | Kyle Busch              | Richard Childress Racing | Chevrolet   | 367  | 35    |
| 3                        | 20 | Christopher Bell        | Joe Gibbs Racing         | Toyota      | 367  | 46    |
| 4                        | 5  | Kyle Larson             | Hendrick Motorsports     | Chevrolet   | 367  | 53    |
| 5                        | 1  | Ross Chastain           | Trackhouse Racing        | Chevrolet   | 367  | 32    |
| 6                        | 17 | Chris Buescher          | RFK Racing               | Ford        | 367  | 32    |
| 7                        | 11 | Denny Hamlin            | Joe Gibbs Racing         | Toyota      | 367  | 43    |
| 8                        | 22 | Joey Logano             | Team Penske              | Ford        | 367  | 29    |
| 9                        | 7  | Corey LaJoie            | Spire Motorsports        | Chevrolet   | 367  | 28    |
| 10                       | 45 | Tyler Reddick           | 23XI Racing              | Toyota      | 367  | 37    |
| 11                       | 9  | Chase Elliott           | Hendrick Motorsports     | Chevrolet   | 367  | 26    |
| 12                       | 41 | Ryan Preece             | Stewart–Haas Racing      | Ford        | 367  | 25    |
| 13                       | 2  | Austin Cindric          | Team Penske              | Ford        | 367  | 24    |
| 14                       | 6  | Brad Keselowski         | RFK Racing               | Ford        | 367  | 24    |
| 15                       | 3  | Austin Dillon           | Richard Childress Racing | Chevrolet   | 367  | 22    |
| 16                       | 23 | Bubba Wallace           | 23XI Racing              | Toyota      | 367  | 32    |
| 17                       | 38 | Todd Gilliland          | Front Row Motorsports    | Ford        | 367  | 20    |
| 18                       | 99 | Daniel Suárez           | Trackhouse Racing        | Chevrolet   | 366  | 19    |
| 19                       | 48 | Alex Bowman             | Hendrick Motorsports     | Chevrolet   | 366  | 18    |
| 20                       | 54 | Ty Gibbs                | Joe Gibbs Racing         | Toyota      | 366  | 26    |
| 21                       | 21 | Harrison Burton         | Wood Brothers Racing     | Ford        | 365  | 16    |
| 22                       | 47 | Ricky Stenhouse Jr.     | JTG Daugherty Racing     | Chevrolet   | 365  | 15    |
| 23                       | 71 | Zane Smith (R)          | Spire Motorsports        | Chevrolet   | 364  | 14    |
| 24                       | 43 | Erik Jones              | Legacy Motor Club        | Toyota      | 364  | 13    |
| 25                       | 42 | John Hunter Nemechek    | Legacy Motor Club        | Toyota      | 364  | 12    |
| 26                       | 16 | Shane van Gisbergen (i) | Kaulig Racing            | Chevrolet   | 364  | 0     |
| 27                       | 51 | Justin Haley            | Rick Ware Racing         | Ford        | 363  | 10    |
| 28                       | 34 | Michael McDowell        | Front Row Motorsports    | Ford        | 363  | 9     |
| 29                       | 31 | Daniel Hemric           | Kaulig Racing            | Chevrolet   | 362  | 8     |
| 30                       | 24 | William Byron           | Hendrick Motorsports     | Chevrolet   | 344  | 17    |
| 31                       | 4  | Josh Berry (R)          | Stewart–Haas Racing      | Ford        | 343  | 12    |
| 32                       | 10 | Noah Gragson            | Stewart–Haas Racing      | Ford        | 343  | 5     |
| 33                       | 77 | Carson Hocevar (R)      | Spire Motorsports        | Chevrolet   | 335  | 4     |
| 34                       | 15 | Kaz Grala (R)           | Rick Ware Racing         | Ford        | 332  | 3     |
| 35                       | 66 | Timmy Hill (i)          | Power Source             | Ford        | 278  | 0     |
| 36                       | 19 | Martin Truex Jr.        | Joe Gibbs Racing         | Toyota      | 2    | 1     |
| 37                       | 12 | Ryan Blaney             | Team Penske              | Ford        | 2    | 1     |
| Risultati ufficiali gara |    |                         |                          |             |      |       |

### Statistiche della gara
Fonte: Jayski's
- Cambiamenti 1ª posizione: 26 (11 piloti)
- Cautions/Giri: 7 (39 giri)
- Bandiere rosse: 0
- Tempo di gara: 3 ore, 55 minuti, 14 secondi
- Velocità media: 127.800 mph
- Chase Briscoe ha vinto la sua 2ª gara in 134 corse a cui ha partecipato nelle Cup Series. Inoltre è la sua prima vittoria e la sua 7ª Top-10 stagionale. Nel circuito di Darlington è la sua prima vittoria, nonché la sua 2ª Top-10 in 8 gare.
- Kyle Busch (secondo) ha messo a segno la sua 15ª Top-10 in 26 gare a cui ha partecipato nel Darlington Raceway. Inoltre, considerando la stagione 2024, è la sua 9ª Top-10.
- Christopher Bell (terzo) ha realizzato la sua 3ª Top-10 in 11 gare nell'ovale di Darlington.
- Zane Smith (23°) è stato il rookie ad aver ottenuto il miglior piazzamento.

## Classifica dopo la gara

### Classifica piloti dopo ilPlayoffs reset
| Pos                         |     | Pilota           | Punti      |
| --------------------------- | --- | ---------------- | ---------- |
| 1                           | +1  | Kyle Larson      | 2040       |
| 2                           | +4  | Christopher Bell | 2032 (–8)  |
| 3                           | -2  | Tyler Reddick    | 2028 (–12) |
| 4                           | +1  | William Byron    | 2022 (–18) |
| 5                           | -1  | Ryan Blaney      | 2018 (–22) |
| 6                           | +2  | Denny Hamlin     | 2015 (–25) |
| 7                           | -4  | Chase Elliott    | 2014 (–26) |
| 8                           | -1  | Brad Keselowski  | 2008 (–32) |
| 9                           | +6  | Joey Logano      | 2007 (–33) |
| 10                          | +9  | Austin Cindric   | 2007 (–33) |
| 11                          | +6  | Daniel Suárez    | 2006 (–34) |
| 12                          |     | Alex Bowman      | 2005 (–35) |
| 13                          | +5  | Chase Briscoe    | 2005 (–35) |
| 14                          | +20 | Harrison Burton  | 2005 (–35) |
| 15                          | -5  | Ty Gibbs         | 2004 (–36) |
| 16                          | -7  | Martin Truex Jr. | 2004 (–36) |
| Classifica piloti ufficiale |     |                  |            |

Legenda
      Piloti qualificati ai playoffs.
Note
Solo le prime 16 posizioni sono incluse per la classifica piloti.

### Classifica costruttori
| Pos |  | Costruttore | Punti     |
| --- |  | ----------- | --------- |
| 1   |  | Chevrolet   | 945       |
| 2   |  | Toyota      | 929 (–16) |
| 3   |  | Ford        | 908 (–37) |